# 怀范铁路
怀范铁路是中国北京市境内的一条铁路，全长7公里，设2站，南起怀柔区的怀柔站，接京承铁路；北至怀柔区的雁栖湖站（原范各庄站），接京通铁路。在客运运价里程表中，也包含雁栖湖站至怀柔北站全长5公里的京通铁路区间，合称怀柔北铁路。